# Aulus Persi Flac
Aulus Persi Flac (llatí: Aulus Persius Flaccus) (Volterra, 4 de desembre de 34 - Roma, 24 de novembre de 62) va ser un dels més grans satírics romans, més jove que Gai Lucili i Horaci i més gran que Juvenal. La data del seu naixement i mort apareix a la crònica d'Eusebi i el seu coneixement personal resulta d'una antiga biografia generalment incorporada a les seves obres (la més antiga anomenada Vita Auli Persii Flacci de Commentario Probi Valerii sublata), que podria ser obra de Marc Valeri Probe (meitat del segle I) o algun altre.
El seu pare, Flac, membre d'una adinerada família de l'orde eqüestre, va morir sis anys després del naixement del fill; la mare, Fúlvia Sisènnia es va casar llavors amb un romà de nom Fusius i uns anys després va quedar altre cop vídua. per aquest segon matrimoni, Persi va tenir l'oportunitat de passar llargues temporades, fins i tot ja de gran, a les costes de Ligúria.
Fins als 12 anys (fins al 46), el noi va restar a Volterra i llavors, amb la seva mare, que segurament havia tornat a enviudar, se'n va anar a estudiar a Roma, on va tenir com a mestre de gramàtica al famós Remmi Palemó, professor també de Quintilià, i de retòrica a Virgini Flavus. Quan s'acostava a l'edat adulta va fer amistat i es va convertir en deixeble de l'estoic Luci Anneu Cornut que li va produir forta impressió. Va ser amic també de diversos personatges com Lucà, a qui va conèixer a l'escola de Cornut, Cesi Bas, Sèneca, amb qui no va congeniar, i altres i especialment amb Publi Trasea, casat amb la seva parenta Àrria menor. Respectava i admirava a Marc Servili Nonià, orador i historiador lloat per Tàcit. Va morir d'una malaltia d'estómac el 24 de novembre del 62 quan només tenia 28 anys, en una vil·la que posseïa a la via Àpia. En morir va deixar a la seva mare i a la seva germana prop de dos milions de sestercis, el seu patrimoni.
Va deixar escrites sis sàtires curtes formades per 650 línies hexàmetres, i que no va acabar. Sembla que Persi no tenia intenció de publicar-les i que eren destinades a la lectura davant dels seus amics. Ell mateix manifesta que no tenia cap ambició literària i que no buscava els aplaudiments. Cornut les va revisar i corregir (emmendatio) i Cesi Bas les va editar. Persi també va compondre una comèdia, un llibre anomenat ὁδοιπορικά (que es podria traduir com 'de viatge'), que potser tractava d'aventures o de viatges, i alguns versos sobre Àrria major, l'heroica esposa de Cecina Pet.
Les sàtires van obtenir una difusió extraordinària, ja en el moment de ser publicades, aproximadament l'any 63, i una popularitat excepcionalment duradora. Han estat traduïdes al català en una edició de la Fundació Bernat Metge feta de Miquel Dolç (1954).